# Iga Baumgart-Witan
Iga Baumgart-Witan (Bydgoszcz, 11 de abril de 1989) é uma atleta polonesa, campeã olímpica.
Nos Jogos Olímpicos de Verão de 2020, conquistou a medalha de ouro no revezamento 4x400 metros misto em 3:09.87 minutos, com Kajetan Duszyński, Natalia Kaczmarek, Justyna Święty-Ersetic, Karol Zalewski, Dariusz Kowaluk e Małgorzata Hołub-Kowalik, e a prata na prova de revezamento 4x400 metros feminino com o tempo de 3:20.53 minutos, ao lado de Kaczmarek, Święty-Ersetic, Hołub-Kowalik e Anna Kiełbasińska.